# صخره تل جنرال
صخره تل جنرال (انگلیسی: Fungus Rock و مالتی: Il-Ġebla tal-Ġeneral) یک جزیره خرد و در واقع، صخره در کنار جزیره غودش در کشور مالت و در نزدیکی پنجره آزور قرار دارد. این جزیره بخشی برجسته از حفاظت‌گاه طبیعی دویرا در نظر گرفته می‌شود.
قارچ مالت نخستین بار در این ناحیه کشف شده و در زبان انگلیسی به این جزیره «صخره قارچ» می‌گویند.